# Conus textile
Conus textile es una especie de molusco gastrópodo del género Conus, perteneciente la familia Conidae. de una longitud aproximada de 23 centímetros.
Come moluscos, poliquetos y pequeños peces. Su aparato radular, el cual se ha modificado a medida que la especie fue evolucionando, compone un dispositivo de caza en el que algunos dientes constituyen dardos de veneno. Estos dardos tienen forma de arpón, son huecos y se almacenan en un saco para pasarlos de a uno a la trompa. Otro saco dentro del diente sirve para inyectar el veneno, que actúa sobre el sistema nervioso de su víctima. Espera a su presa en los arrecifes coralinos donde habita y, luego la caza lanzándole un arpón venenoso. En instantes esta está paralizada y el caracol extiende su trompa para comerla.
En algunos casos su manipulación causa la muerte a los humanos ya que su veneno es tan letal que con una sola gota de éste es capaz de matar a 20 personas; lamentablemente los síntomas pueden presentarse un par de días más tarde después de suministrado el veneno y no existe antídoto.

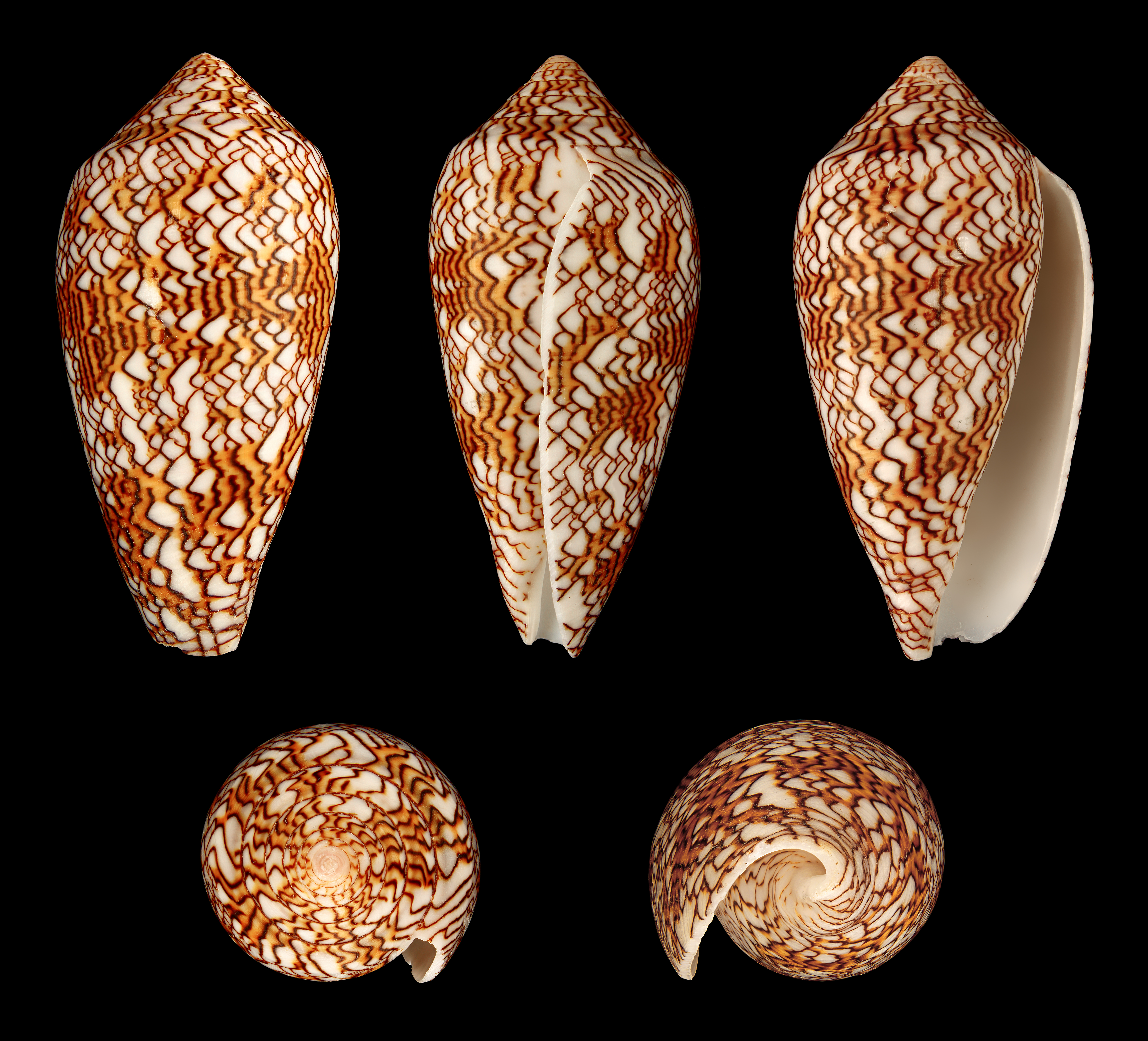
Conus textile textile